# Alonso Mudarra
Alonso Mudarra (ur. ok. 1510, zm. 1 kwietnia 1580 w Sewilli) – hiszpański kompozytor i wirtuoz vihueli okresu renesansu grający na dworze Herzogów z Guadalajary.

## Życiorys
Nie ma informacji na temat miejsca urodzenia kompozytora. Wychował się z Guadalajarze i prawdopodobnie tutaj uzyskał wykształcenie muzyczne. Od 1546 był kanonikiem w katedry w Sewilli, gdzie spędził resztę życia. Zajmował się tutaj sprawami muzyki – zatrudnianiem instrumentalistów oraz budową nowych wspaniałych organów, od 1568 zajmował się wszystkimi wydatkami katedry.

## Twórczość
Jest znany zarówno jako kompozytor muzyki instrumentalnej, jak i piosenek oraz jako kompozytor najwcześniejszej zachowanej muzyki na gitarę. Pisał muzykę na vihuelę oraz gitarę czterogłosową (pary strun). Wszystkie kompozycje zawarte są w Tres libros de musica en cifras para vihuela, kolekcji opublikowanej w 1546 roku w Sewilli.